# 羅時燦
罗时灿（韓語：라시찬，1940年—1981年1月5日），韩国电视演员，活跃于1970年代。代表作有《战友》《妻子》《归乡》等。
他出生于忠清南道大德郡北面（新滩津邑，今大田广域市大德区），1969年以KBS演员身份出道。1975年，他在电视剧《战友》中饰演主人公金少尉一角而获得人气，并于1975年10月获得第3届韩国放送奖男子电视演技奖。1978年12月，他在拍摄电视剧《归乡》时因结核性脑膜炎晕倒，开始了疗养生活，1981年1月5日在新滩津的老家去世 。